# 메이저 리그 (영화)
《메이저 리그》(영어: Major League)는 미국에서 제작된 데이비드 S. 워드 감독의 1989년 스포츠 코미디 영화이다. 톰 베런저, 찰리 신, 코빈 번슨 등이 출연하였고, 크리스 체서 등이 제작에 참여하였다.
1,100만 달러로 제작된 이 영화는 개봉 당시 북미에서 약 5,000만 달러의 수익을 거둬들였다.
1994년 속편 《메이저 리그 2》가 개봉하였다.

## 출연
- 톰 베런저
- 찰리 신
- 코빈 번슨
- 마거릿 휘턴
- 제임스 개먼
- 러네이 루소
- 밥 유커
- 웨슬리 스나이프스
- 찰스 사이퍼스
- 첼시 로스
- 데니스 헤이즈버트
- 닐 플린

## 기타 제작진
- 공동 제작: 줄리 버그먼
- 배역: 조앤 절루스키
- 미술: 제프리 하워드
- 의상: 에리카 이델 필립스